# 인사이트 (출판사)
도서출판 인사이트는 대한민국의 출판사다. 마포구 연남로에 위치하며 주로 IT 관련 도서를 출판한다. 레고 관련 책도 출간했다.

## 대표 시리즈
- 애자일: 《익스트림 프로그래밍 2판》, 《스크럼》, 《칸반》 등 프로그래밍 방법론에 대한 책을 선보인다.
- PPP Insight: 《실용주의 프로그래머》, 《테스트 주도 개발》, 《컴퓨터 프로그램의 구조와 해석》 등 프로그래밍 분야의 고전을 다룬다. (PPP는 Program, Programming, Programmer의 약어다.)
- Programming Insight: 자바, Git, R, SQL, Vim 등 다양한 프로그래밍 언어 혹은 관련 분야를 다룬다.
- UX Insight: 《(사용자를)! 생각하게 하지 마!》와 같은 사용자 경험에 대한 책을 소개한다.
- Making Insight: 아두이노, 라즈베리 파이, 전자회로 등을 다루는 메이커들을 위한 책
- LEGO: 《레고 창작가를 위한 비공식 레고 안내서》, 《아트 오브 레고》 등 레고 매니아를 위한 레고 책